# Coupe du monde féminine de football des moins de 19 ans 2002

La Coupe du monde féminine de football des moins de 19 ans 2002 se déroule au Canada du 17 août au 1er septembre 2002. Douze sélections y participent, représentant les six confédérations. Les États-Unis remportent cette première édition.
Navigation
Édition suivante

## Sites
| Edmonton                               | Burnaby                          | Victoria                           |
| -------------------------------------- | -------------------------------- | ---------------------------------- |
| Stade du Commonwealth Capacité: 60 081 | Swangard Stadium Capacité: 5 288 | Centennial Stadium Capacité: 5 000 |
|                                        |                                  |                                    |

## Équipes qualifiées
| Europe (UEFA) 4 places                       | Amérique du Sud (CONMEBOL) 1 place                                               | Afrique (CAF) 1 places |
| -------------------------------------------- | -------------------------------------------------------------------------------- | ---------------------- |
| - Allemagne - Angleterre - Danemark - France | - Brésil                                                                         | - Nigeria              |
| Océanie (OFC) 1 place                        | Amérique du Nord, Centrale et Caraïbes (CONCACAF) 3 places dont une au pays hôte | Asie (AFC) 2 places    |
| - Australie                                  | - Canada - États-Unis - Mexique                                                  | - Japon - Taïwan       |

## Résultats

### Premier tour

#### Groupe A
Tous les matchs du groupe A se déroulent au stade du Commonwealth à Edmonton.
|   | Équipe   | Pts | J | G | N | P | BP | BC | Diff |
| - | -------- | --- | - | - | - | - | -- | -- | ---- |
| 1 | Canada   | 9   | 3 | 3 | 0 | 0 | 9  | 2  | +7   |
| 2 | Japon    | 4   | 3 | 1 | 1 | 1 | 3  | 6  | -3   |
| 3 | Danemark | 3   | 3 | 1 | 0 | 2 | 5  | 6  | -1   |
| 4 | Nigeria  | 1   | 3 | 0 | 1 | 2 | 2  | 5  | -3   |

| 18 août | Canada   | 3 - 2 | Danemark |
| 18 août | Nigeria  | 1 - 1 | Japon    |
| 20 août | Danemark | 2 - 1 | Nigeria  |
| 20 août | Japon    | 0 - 4 | Canada   |
| 22 août | Danemark | 1 - 2 | Japon    |
| 22 août | Nigeria  | 0 - 2 | Canada   |

#### Groupe B
Tous les matchs du groupe B se déroulent au Swangard Stadium (Burnaby).
|   | Équipe    | Pts | J | G | N | P | BP | BC | Diff |
| - | --------- | --- | - | - | - | - | -- | -- | ---- |
| 1 | Brésil    | 9   | 3 | 3 | 0 | 0 | 10 | 3  | +7   |
| 2 | Allemagne | 6   | 3 | 2 | 0 | 1 | 5  | 2  | +3   |
| 3 | France    | 3   | 3 | 1 | 0 | 2 | 2  | 7  | -5   |
| 4 | Mexique   | 0   | 3 | 0 | 0 | 3 | 5  | 9  | -4   |

| 17 août | Allemagne | 2 - 0 | France    |
| 17 août | Mexique   | 3 - 5 | Brésil    |
| 19 août | France    | 2 - 1 | Mexique   |
| 19 août | Brésil    | 1 - 0 | Allemagne |
| 21 août | France    | 0 - 4 | Brésil    |
| 21 août | Mexique   | 0 - 3 | Allemagne |

#### Groupe C
Tous les matchs du groupe C se déroulent au Centennial Stadium (Victoria).
|   | Équipe     | Pts | J | G | N | P | BP | BC | Diff |
| - | ---------- | --- | - | - | - | - | -- | -- | ---- |
| 1 | États-Unis | 9   | 3 | 3 | 0 | 0 | 15 | 1  | +14  |
| 2 | Australie  | 4   | 3 | 1 | 1 | 1 | 5  | 5  | 0    |
| 3 | Angleterre | 4   | 3 | 1 | 1 | 1 | 5  | 5  | 0    |
| 4 | Taïwan     | 0   | 3 | 0 | 0 | 3 | 1  | 15 | -14  |

| 17 août | États-Unis | 5 - 1 | Angleterre |
| 17 août | Taïwan     | 1 - 5 | Australie  |
| 19 août | Angleterre | 4 - 0 | Taïwan     |
| 19 août | Australie  | 0 - 4 | États-Unis |
| 21 août | Angleterre | 0 - 0 | États-Unis |
| 21 août | États-Unis | 6 - 0 | Taïwan     |

Les deux premiers de chaque groupe se qualifient pour les quarts de finale, ainsi que les deux meilleurs troisièmes ( Angleterre et  Danemark).

### Tableau final
|  | Quarts de finale   | Quarts de finale   |                          |                          | Demi-finales           | Demi-finales           |   |  | Finale                   | Finale                   |
|  | Quarts de finale   | Quarts de finale   |                          |                          | Demi-finales           | Demi-finales           |   |  | Finale                   | Finale                   |
|  |                    |                    |                          |                          |                        |                        |   |  |                          |                          |
|  | 24 août - Burnaby  | 24 août - Burnaby  |                          |                          | 29 août - Edmonton     | 29 août - Edmonton     |   |  | 1er septembre - Edmonton | 1er septembre - Edmonton |
|  | 24 août - Burnaby  | 24 août - Burnaby  |                          |                          | 29 août - Edmonton     | 29 août - Edmonton     |   |  | 1er septembre - Edmonton | 1er septembre - Edmonton |
|  | Brésil             | 4 ap               |                          |                          | 29 août - Edmonton     | 29 août - Edmonton     |   |  | 1er septembre - Edmonton | 1er septembre - Edmonton |
|  | Brésil             | 4 ap               |                          |                          | 29 août - Edmonton     | 29 août - Edmonton     |   |  | 1er septembre - Edmonton | 1er septembre - Edmonton |
|  | Australie          | 3                  |                          |                          | 29 août - Edmonton     | 29 août - Edmonton     |   |  | 1er septembre - Edmonton | 1er septembre - Edmonton |
|  | Australie          | 3                  | Brésil                   | 1ap (3)                  |                        |                        |   |  | 1er septembre - Edmonton | 1er septembre - Edmonton |
|  | 25 août - Edmonton |                    | Brésil                   | 1ap (3)                  |                        |                        |   |  | 1er septembre - Edmonton | 1er septembre - Edmonton |
|  |                    | Canada             | 1 tab(4)                 |                          |                        |                        |   |  | 1er septembre - Edmonton | 1er septembre - Edmonton |
|  | Canada             | Canada             | 1 tab(4)                 | 6                        |                        |                        |   |  | 1er septembre - Edmonton | 1er septembre - Edmonton |
|  | Canada             |                    |                          | 6                        |                        |                        |   |  | 1er septembre - Edmonton | 1er septembre - Edmonton |
|  | Angleterre         | 2                  |                          |                          |                        |                        |   |  | 1er septembre - Edmonton | 1er septembre - Edmonton |
|  | Angleterre         | 2                  | Canada                   | 0                        |                        |                        |   |  |                          |                          |
|  | 25 août - Victoria |                    | Canada                   | 0                        |                        |                        |   |  |                          |                          |
|  |                    | États-Unis         | 1 ap                     |                          |                        |                        |   |  |                          |                          |
|  | États-Unis         | États-Unis         | 1 ap                     | 6                        |                        |                        |   |  |                          |                          |
|  | États-Unis         | 29 août - Edmonton |                          | 6                        |                        |                        |   |  |                          |                          |
|  | Danemark           | 0                  |                          |                          |                        |                        |   |  |                          |                          |
|  | Danemark           | 0                  | États-Unis               | 4                        |                        |                        |   |  |                          |                          |
|  | 25 août - Edmonton | 25 août - Edmonton | États-Unis               | 4                        | Match pour la 3e place | Match pour la 3e place |   |  |                          |                          |
|  | 25 août - Edmonton | 25 août - Edmonton |                          | Allemagne                | Match pour la 3e place | Match pour la 3e place | 1 |  |                          |                          |
|  | Japon              | 1                  | 1er septembre - Edmonton | 1er septembre - Edmonton |                        |                        | 1 |  |                          |                          |
|  | Japon              | 1                  | 1er septembre - Edmonton | 1er septembre - Edmonton |                        |                        |   |  |                          |                          |
|  | Allemagne          | 2 ap               |                          | Brésil                   | 1?? (3)                |                        |   |  |                          |                          |
|  | Allemagne          | 2 ap               |                          | Brésil                   | 1?? (3)                |                        |   |  |                          |                          |
|  |                    |                    |                          |                          |                        |                        |   |  | Allemagne                | 1 tab(4)                 |
|  |                    |                    |                          |                          |                        |                        |   |  | Allemagne                | 1 tab(4)                 |

 : but en or